# Bradina angusta
Bradina angusta là một loài bướm đêm trong họ Crambidae.